# Hiroshi Morita
Hiroshi Morita (森田 浩史?, Morita Hiroshi; Kumamoto, 18 maggio 1978) è un ex calciatore giapponese, di ruolo attaccante.